# Truta

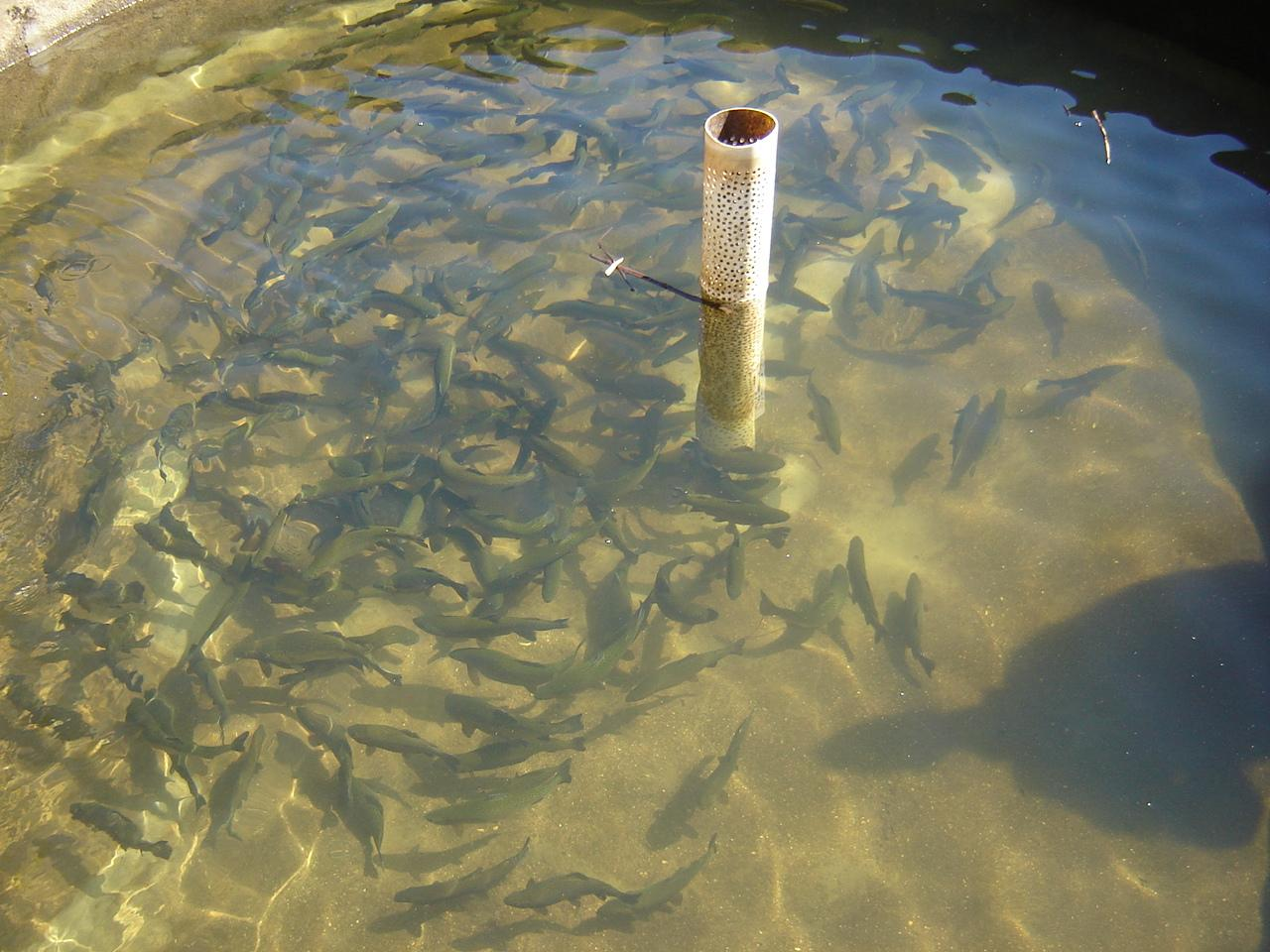
Tanque de criação de trutas no sul de Minas Gerais.

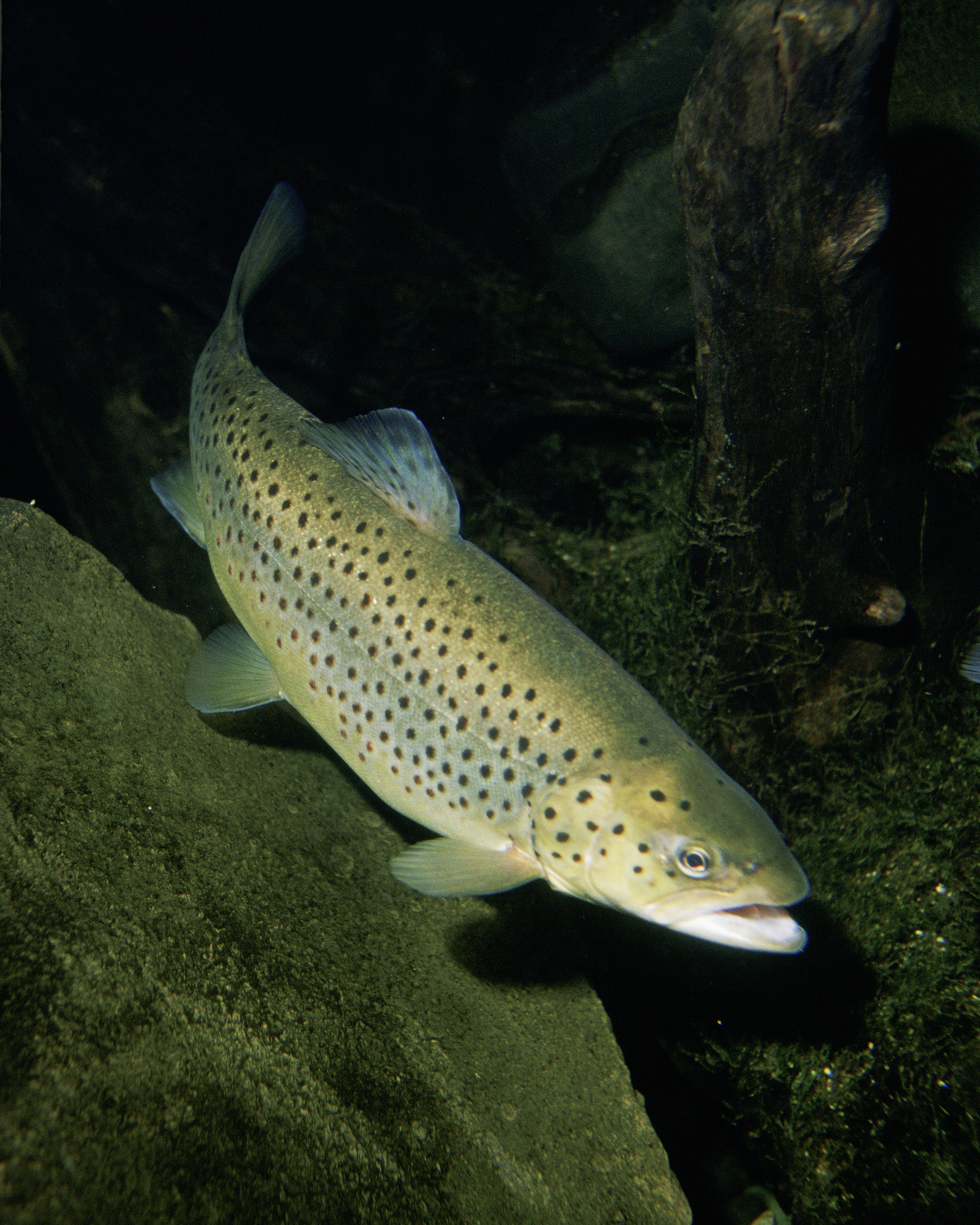
Salmo trutta

A truta é um peixe com escamas. Possui corpo comprimido e alongado com  cerca de 60 cm de comprimento total e pesar até 2 kg. O dorso tem cor que varia do esverdeado ao castanho, sendo as laterais acinzentadas e a parte inferior esbranquiçada. Tem pintas escuras nas nadadeiras e no corpo.
É originária do hemisfério norte, Estados Unidos e Canadá, tendo sido, no entanto, introduzida em todos os continentes. Em 1867, pelos desafios apresentados aos pescadores, as trutas marrons (Salmo trutta) foram inseridas na Nova Zelândia, sem serem levados em consideração os impactos ambientais que esta inserção acarretaria. Para descobrir esses impactos, utilizou-se a ecologia dos riachos do país e comparou-se com peixes nativos não-migratórios do gênero Galaxias. Notou-se também que nos riachos em que havia trutas, a taxa de Energia radiante absorvida mediante a fotossíntese era mais alta, já que havia menos invertebrados se alimentando de algas naqueles locais. Sendo assim, puderam observar a proliferação das algas seis vezes maior do que nos riachos com Galaxias.
No Brasil,  a criação de trutas começou em 1949, com sua introdução principalmente nos rios dos planaltos das regiões Sudeste e Sul. Os primeiros ovos constam terem sido importados da Dinamarca. Bem adaptada às frias corredeiras, rios e riachos de regiões montanhosas como as da Serra da Mantiqueira (estados de Minas Gerais, São Paulo e sul do Rio de Janeiro) e nas serras do leste dos estados de Santa Catarina e Rio Grande do Sul. Nestas regiões foram montadas muitas truticulturas, sendo a espécie mais comum a truta-arco-irís (Oncorhynchus mykiss).
Na opinião dos truticultores poderia ser dito que a primeira necessidade para uma criação eficiente de trutas é o aporte abundante de água de boa qualidade, que significa um fluxo em torno de 1000m³/dia, pH neutro ou ligeiramente alcalino, mais de 20 mg de oxigênio por litro de água, uma temperatura inferior a 15°C e a ausência de cloro e nitratos na água, entre outros contaminantes.

## Conservação
A existência da truta (comum) é ameaçada, principalmente, pela poluição das águas dos rios, pelos grandes períodos de seca. O desenvolvimento das necessidades hidroeléctricas que levam ao aumento das represas, provocando contínuas variações de corrente, também ameaçam a sua existência. É importante a construção de "escadas de desova". Repovoamentos mal programados, sem qualquer estudo, sem o apoio de um técnico especializado, levando à introdução de espécies impróprias a determinadas zonas, afetam irreversivelmente a cadeia genética de espécies autóctones, desconhecendo-se as repercussões nas gerações futuras, sobretudo ao nível da imunidade a algumas doenças.

## Habitat
Uma característica que faz com que a truta não seja mais disseminada é o fato de que se as águas de seu habitat não forem cristalinas, frescas, puras e bem oxigenadas ela não sobrevive. Estas características são encontradas principalmente em rios de montanhas. Locais mais turbulentos como a montante dos rios contém elevada concentração de oxigênio, propiciando o habitat ideal para estes peixes, enquanto que locais com baixa movimentação de água, como a jusante do rio, são mais propícios a outras espécies de peixes como o lúcio (Esox lucius).

## Chegada das trutas aos trópicos
A truta chegou ao Brasil em 1945, trazida da Dinamarca.  Por ser muito apreciada para a pesca esportiva, alto grau de domesticação e  carne de excelente qualidade a truta começou a ser cultivada no Brasil para fins comerciais. 
Foram realizadas muitas importações de ovos embrionados da espécie Oncorhynchus mykiss, ou truta-arco-íris, até que na década de 70 começaram os primeiros trabalhos a respeito da reprodução artificial dessa espécie no Brasil. No início dessa mesma década foi instalada em Campos do Jordão a primeira truticultura comercial.
Hoje em dia, a maior parte dos ovos embrionados ou alevinos necessários para atender à demanda, é produzida pelos próprios criadores e por duas entidades governamentais: a Estação de Truticultura do Ibama, em Lages (SC), e a Ascânio de Faria. Na fundação Ascânio de Faria, a produção gira em torno de 2 milhões de ovos por ano, com uma longa fila e venda garantida. Estima-se que a demanda seja de cerca de 19 milhões de ovos embrionados.

## Tanques
Para promover a sedimentação de partículas em suspensão e também possibilitar uma vazão constante, recomenda-se a construção de uma barragem de onde parte a canaleta de abastecimento. O fluxo da água deve ser feito pela gravidade, desde o ponto de captação até o escoamento final, evitando-se a utilização de bombas para o recalque.
Todos os tanques e caneletas dever ser impermeabilizados, para de otimizar o aproveitamento da água. 
O tamanho e o número dos tanques vão variar de acordo com o escoamento de produção e com cada fase de cultivo. 
O formato do tanque que apresenta melhor resultado para esta criação é a circular, com escoamento central, pois além de impedir a formação de espaços “mortos”, favorece a limpeza, isto é, sem circulação de água.        
Também podem ser utilizados os tanques retangulares. A altura média da água deve ser ao redor de 1 metro, entretanto, a profundidade pode ser aumentada nos casos em que se utiliza a suplementação de oxigênio.
O fluxo de água deve ser constante, de forma a permitir uma renovação completa do volume de água contido no tanque a cada hora. Sempre que possível tanto o abastecimento como o escoamento devem ser independentes para cada tanque. 
A água servida na criação, antes de ser devolvida ao rio, deve ser lançada em uma lagoa de decantação com fundo de terra, cuja superfície deve ser de pelo menos 10% da área total em tanques, afim de minimizar o desequilíbrio ecológico do mesmo.

## Reprodução
A truta desova no outono-inverno, quando se desloca para zonas de postura em rios com correntes fortes
e fundo de cascalho ou locais de águas pouco profundas, frias e bem oxigenadas. O ninho é escavado pela fêmea no 
cascalho usando ondulações do corpo e o macho fertiliza os ovos (cerca de 10.000) que a fêmea libera. 

## Propriedades Nutricionais
As melhores trutas do mundo são ser encontradas nas Montanhas Rochosas na América do Norte, nos Alpes e nos Pirenéus na Europa, nos Andes e nas regiões serranas do Brasil, na América do Sul.
A truta, peixe rico em ácidos graxos ômega-3, {possuindo variações no conteúdo de ômega 3 entre as espécies no caso a truta de lago possui 2 gramas de ácidos graxos ômega 3 já a truta-arco-íris apenas 0.6 gramas} fornece grande quantidade de vitaminas, fósforo e cálcio, e seu índice de proteínas é mais alto do que o da carne bovina. Além disso, por apresentar baixo teor de calorias, ela é recomendada para dietas de emagrecimento.
Em todos estes lugares de clima ameno e natureza generosa, a truta-arco-íris faz a delícia de quem gosta de um peixe que, além de ser uma excelente fonte de vitaminas, proteínas e sais mineiras, ainda reduz o colesterol de quem o consome regularmente.
E, ao lado do seu alto valor nutritivo, a carne tenra e o paladar suave da truta permitem criar pratos muito preciosos, que ficam ainda melhores quando acompanhados de um bom vinho branco, seco, e batatas cozidas. Desses pratos, os mais conhecidos são a truite au bleu (quando a truta fica azulada durante o preparo) e a truta ao molho de amêndoas. De origem européia, estes pratos estão entre os mais consumidos em todo o mundo, sendo muito apreciados na Alemanha, França, Estados Unidos e Canadá.

## Dieta
A ração deve ser específica para trutas (existente no mercado) com balanceamento nutricional adequado a cada fase de cultivo e granulometria ajustada ao tamanho dos peixes. A quantidade de ração fornecida ao dia, varia, principalmente, em função do tamanho do peixe e da temperatura, sendo calculado geralmente em percentual do peso vivo (PV) em cada tanque. Peixes menores apresentam uma maior taxa de crescimento, portanto a quantidade de ração dever ser reajustada entre intervalos menores (a cada 14 dias).
Para um suporte biológico do peixe, sua ração deve conter uma abundante quantidade de proteínas, carboidratos
e gorduras bem como outros componentes energéticos.

## Alimentação
A truta é uma espécie carnívora, alimentando-se de insetos e outros peixes e, através de diversos experimentos, puderam notar que na presença das mesmas, os peixes Galáxias, que são herbívoros, tiveram sua atividade diária significativamente reduzida. Isso, provavelmente ocorreu pelo maior risco de predação durante o período diurno.

## Espécies
- Truta-prateada, extinta por volta de 1950.
- Truta-arco-íris
- Truta-marisca